# 余少腾
余少腾（1979年3月26日—），男，广东普宁人，中国国际象棋棋手，国际象棋特级大师。